# Pobles del Japó
Un poble (村 mura o son) és un unitat administrativa local en el Japó. És un cos local que geogràficament està contingut en les prefectures. Són més grans que els assentaments humans reals. Això és degut al fet que els districtes estan absolutament dividits en viles, ciutats i pobles sense superposar-se ni deixar cap regió sense cobrir per alguna d'aquestes entitats.

## Prefectures sense pobles
(Al dia del 16 de gener del 2005)
- Hyogo.
- Hiroshima.
- Kagawa.
- Shiga (la vila de Kutsuki es va ajuntar amb diverses altres viles per formar la nova ciutat de Takashima l'1 de gener del 2005).
- Ehime

## Prefectures amb només un poble
(Al dia del 6 de gener del 2005)
- Kanagawa (Kiyokawa, Districte Aiko)
- Kyoto (Minamiyamashiro, Districte Soraku)
- Ōsaka (Chihayaakasaka, Districte Minamikawachi)
- Tottori (Hiezu, Districte Saihaku)
- Nagasaki (Oshima, Districte Kitamatsura)